# Чепмен, Грэм
Грэм Че́пмен (англ. Graham Chapman; 8 января 1941, Лестер, Великобритания — 4 октября 1989, Мейдстон, Англия) — британский актёр, сценарист, продюсер, композитор, участник комик-группы «Монти Пайтон».

## Биография
Родился в Лестере (Великобритания) 8 января 1941 года, поступил в Кембридж, однако разрываясь между учёной степенью по медицине и юмористикой, предпочёл всё же второе, ни дня врачом не проработав. Карьеру на телевидении начал вместе с Джоном Клизом как сценарист для шоу Марти Фельдмана и Дэвида Фроста — «I’m Sorry, I’ll Read That Again». После чего вместе с Клизом стал участником группы «Монти Пайтон», сыграв главные роли в фильмах «Монти Пайтон и Священный Грааль» и «Житие Брайана по Монти Пайтону». После окончания шоу сыграл несколько ролей в кино и написал несколько сценариев. Чепмен признался в своей гомосексуальности в середине 1970-х годов, на шоу Джорджа Мелли (став одной из первых знаменитостей, сделавших это публично).
Умер от рака 4 октября 1989 года. На похоронах Чепмена, состоявшихся 6 декабря в госпитале Св. Бартоломея Джон Клиз начал свою речь со скетча «Мёртвый попугай», соавтором которого был Чепмен. Многочисленные эвфемизмы по отношению к мёртвому попугаю Клиз использовал в адрес Чепмена, что вызвало смех среди собравшихся. Также Клиз сказал, что услышал вчера, во время написания этой речи, голос Чепмена, который прошептал ему на ухо: «Ты всегда гордился тем, что стал первым человеком, произнёсшим на британском телевидении слово дерьмо (shit). Если это и правда служба по мне, просто ради интереса, я хочу чтобы ты стал первым, кто скажет на британских похоронах слово fuck».

## Фильмография
- 1989 — «Stage Fright» — Smart Alec
- 1983 — «Страховая компания „Кримсон Перманент“» — клерк (в титрах не указан)
- 1983 — «Желтая борода» — Капитан Жёлтая борода
- 1983 — «Смысл жизни по Монти Пайтону»
- 1982 — «Монти Пайтон в Голливуде» / Monty Python Live at the Hollywood Bowl (концертный фильм)
- 1979 — «Житие Брайана по Монти Пайтону»
- 1976 — «Монти Пайтон встречаются на окраине»
- 1975—2008 — «Субботним вечером в прямом эфире» (телесериал)
- 1975 — «Монти Пайтон и Священный Грааль» — Король Артур
- 1971 — «А теперь нечто совсем другое»
- 1969 — «Волшебный христианин»
- 1969—1974 — «Летающий цирк Монти Пайтона» (телешоу)
- 1968 — «Как раздражать людей» / How to Irritate People (телефильм)
- 1967-1968 — «Наконец, шоу 1948 года» (телешоу)

В 2012 году вышел 3D-мультфильм по мемуарам Чэпмена «Автобиография лжеца», в съёмках которого приняли участие четверо участников «Монти Пайтон».